# Sparisoma cretense
La vieja colorada (Sparisoma cretense) es una especie de pez del género Sparisoma de la familia Scaridae.

## Morfología
Presentan cuerpo ovalado, cabeza cónica y la parte anterior redondeada. Su mandíbula es de pequeñas dimensiones con dientes fuertes. Posee un pedúnculo caudal. Tiene rayas de color marrón, y las aletas granates y verdes. Miden unos 50 cm de longitud.

## Distribución geográfica
Habita en mares templado-subtropicales del Mediterráneo y Atlántico nororiental: desde el sur de Portugal y Golfo de Cádiz hasta Senegal, incluidas las islas de Azores, Madeira, Salvajes, Canarias y Cabo Verde.

## Nombres locales
Otro de sus nombres es también loro viejo. Cuenta con una particularidad en su boca: esta tiene forma de “pico de loro” (por esto el nombre) que le permite roer rocas para buscar algas y desmenuzar presas, moluscos y crustáceos.[cita requerida]
También se le conoce como vieja, bodión, gorrión, pez loro o lorito.

## Galería de imágenes

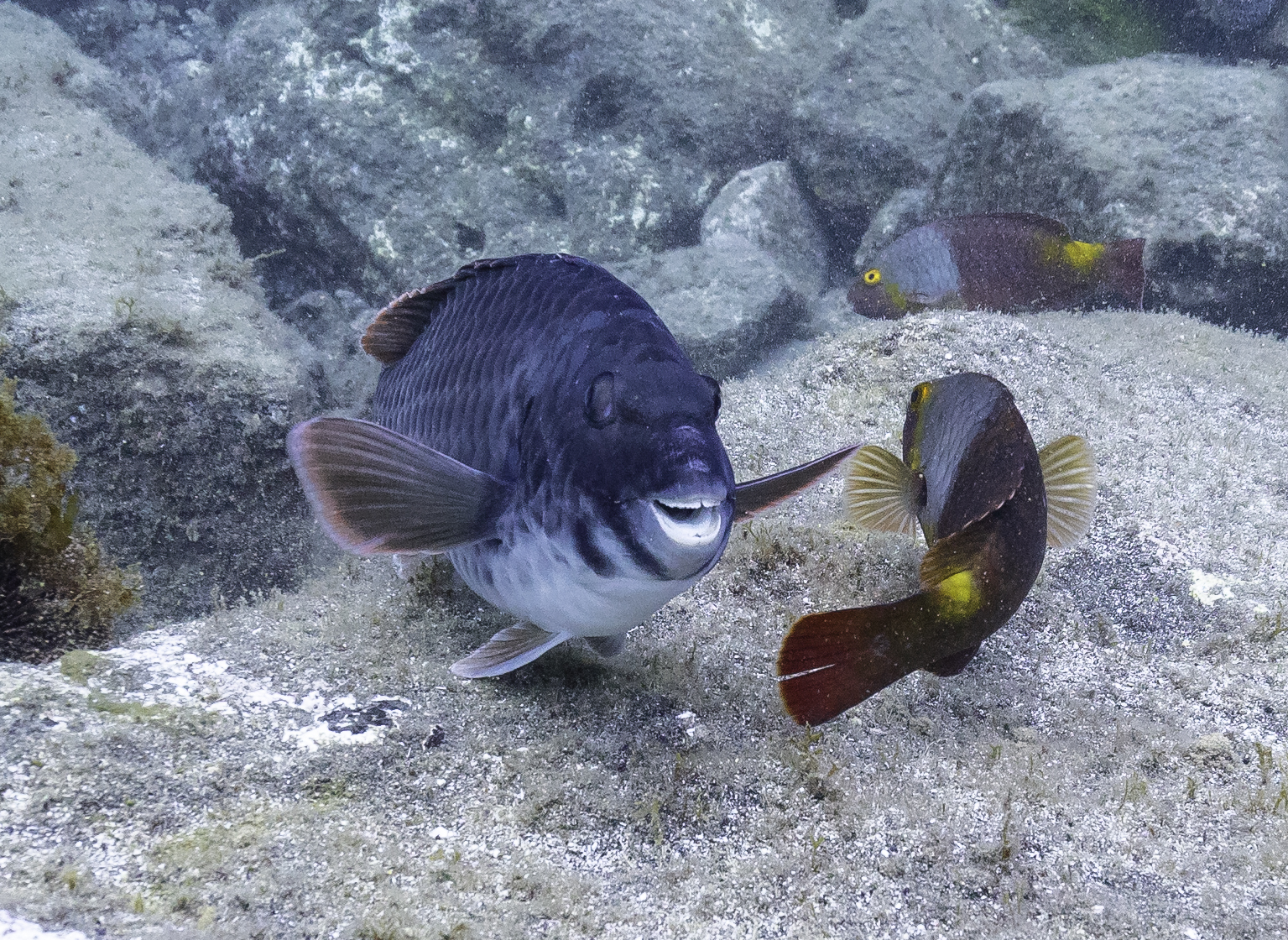
Macho y hembra.
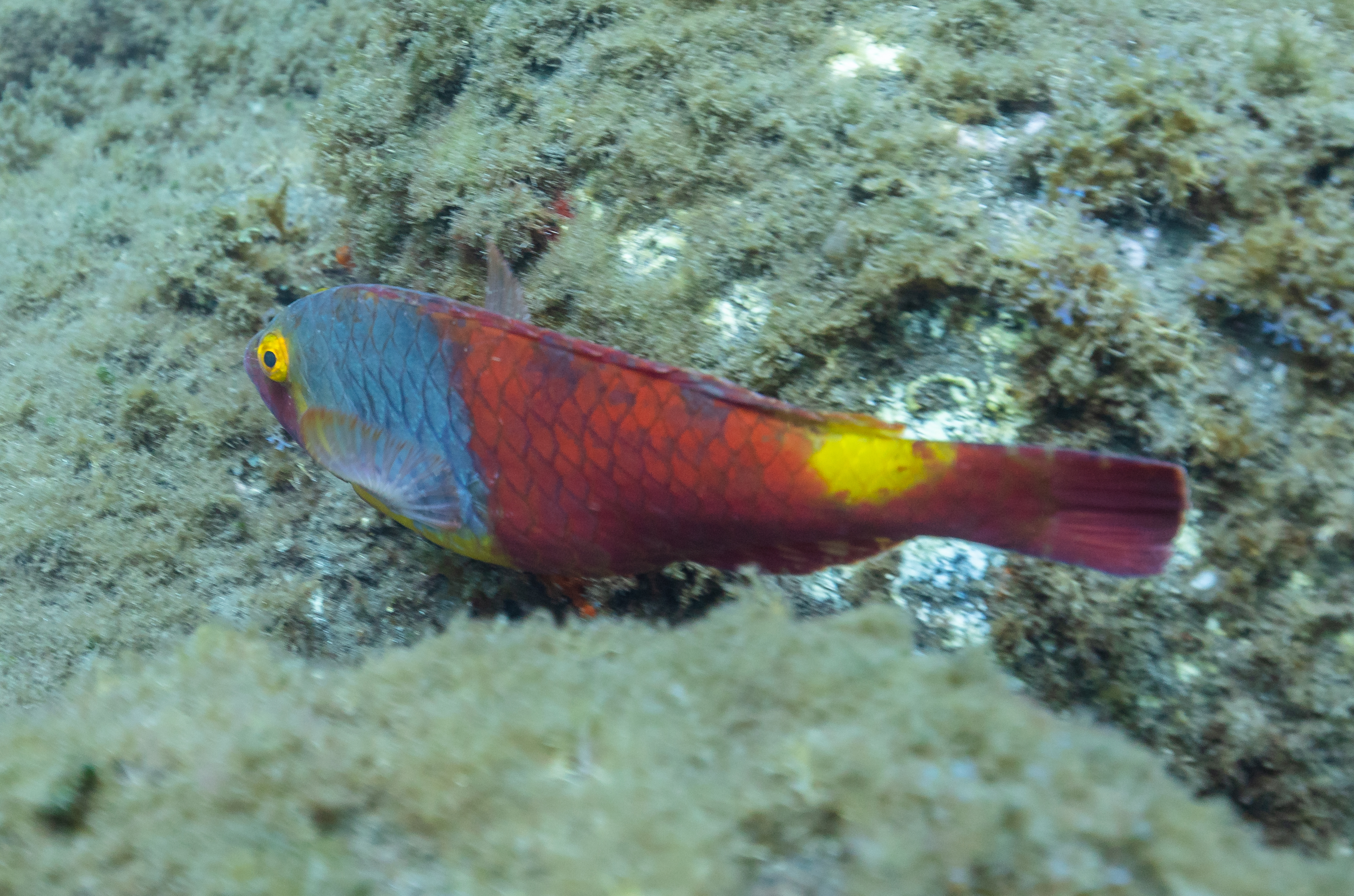
Hembra.
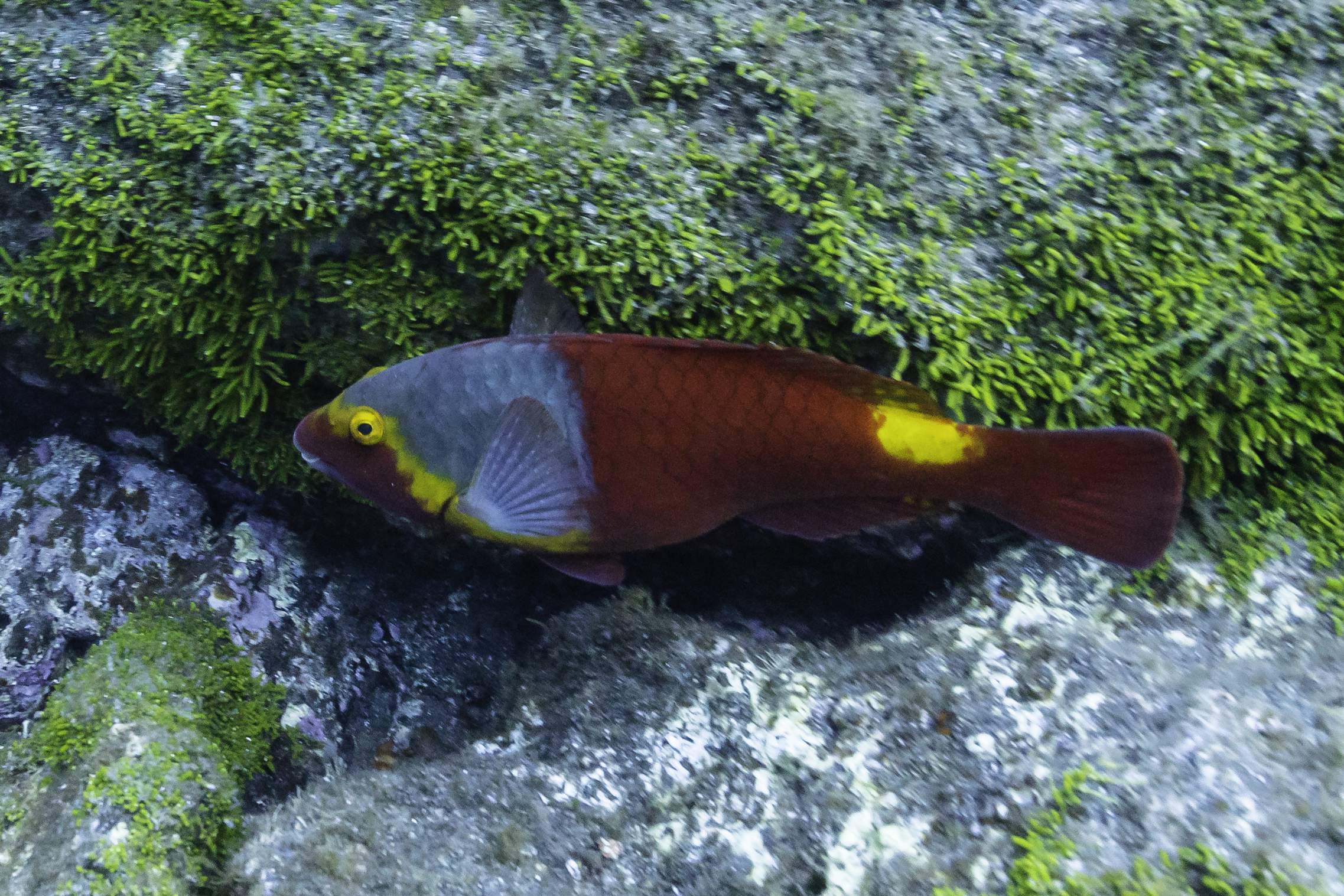
Hembra.
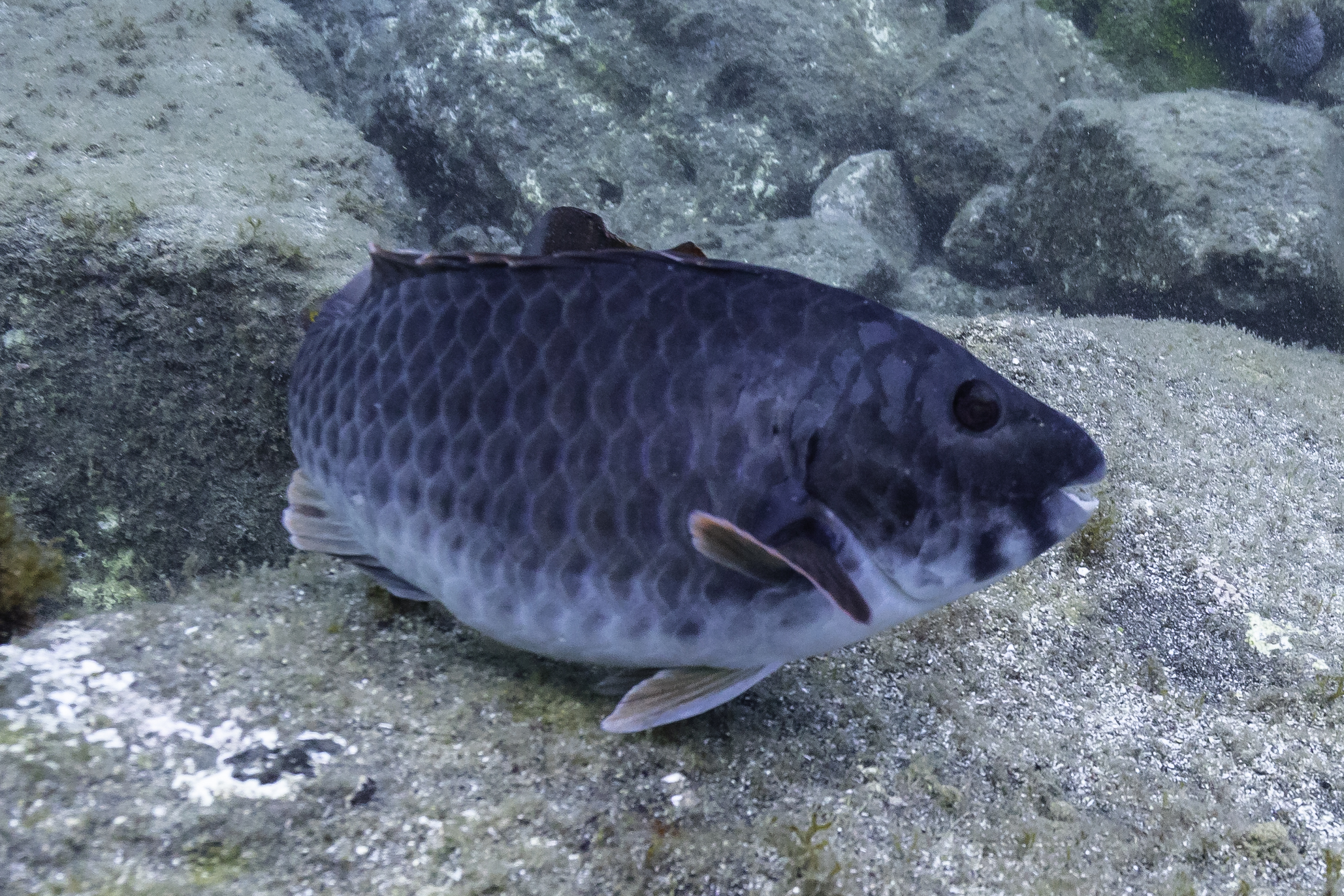
Macho.
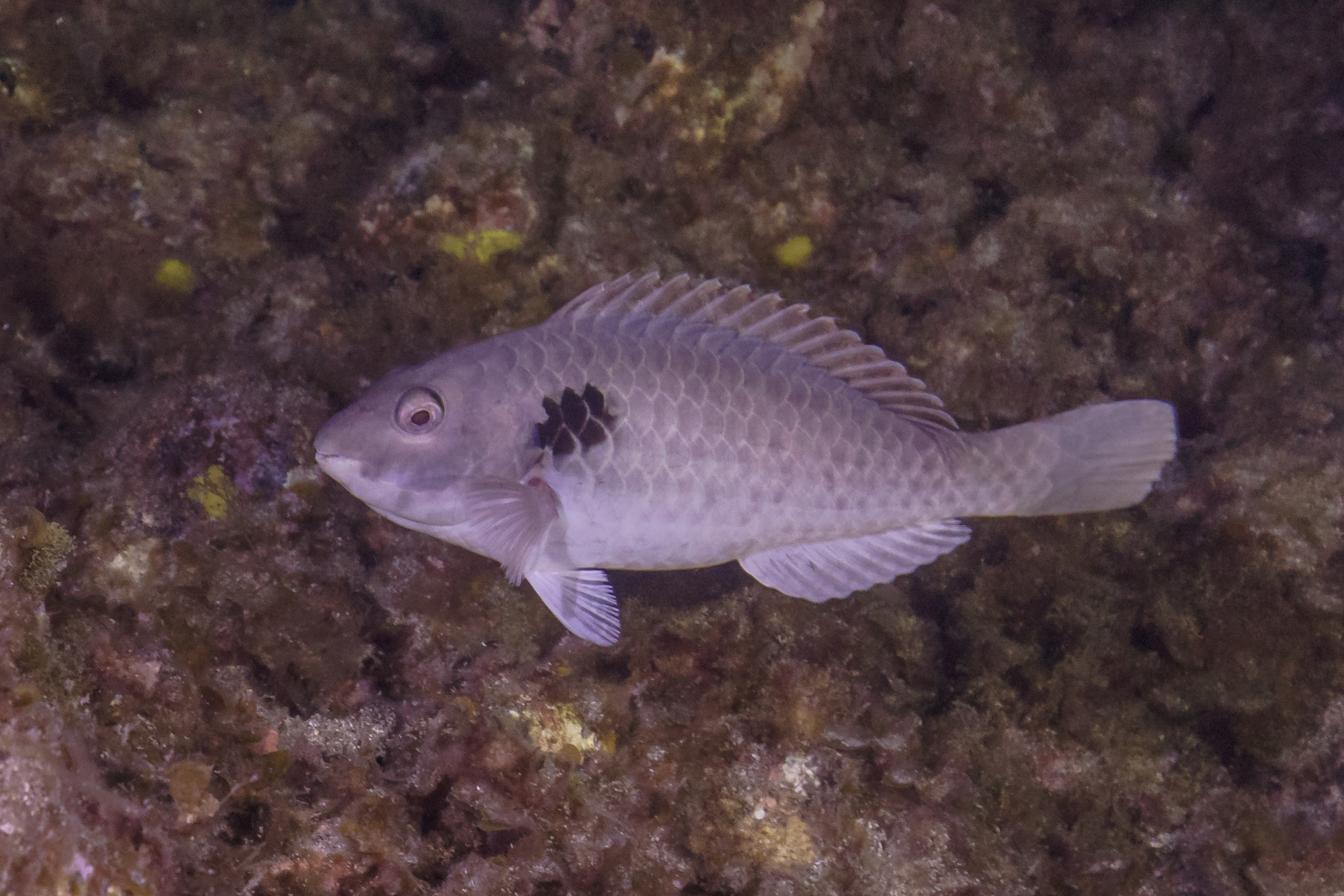
Macho.
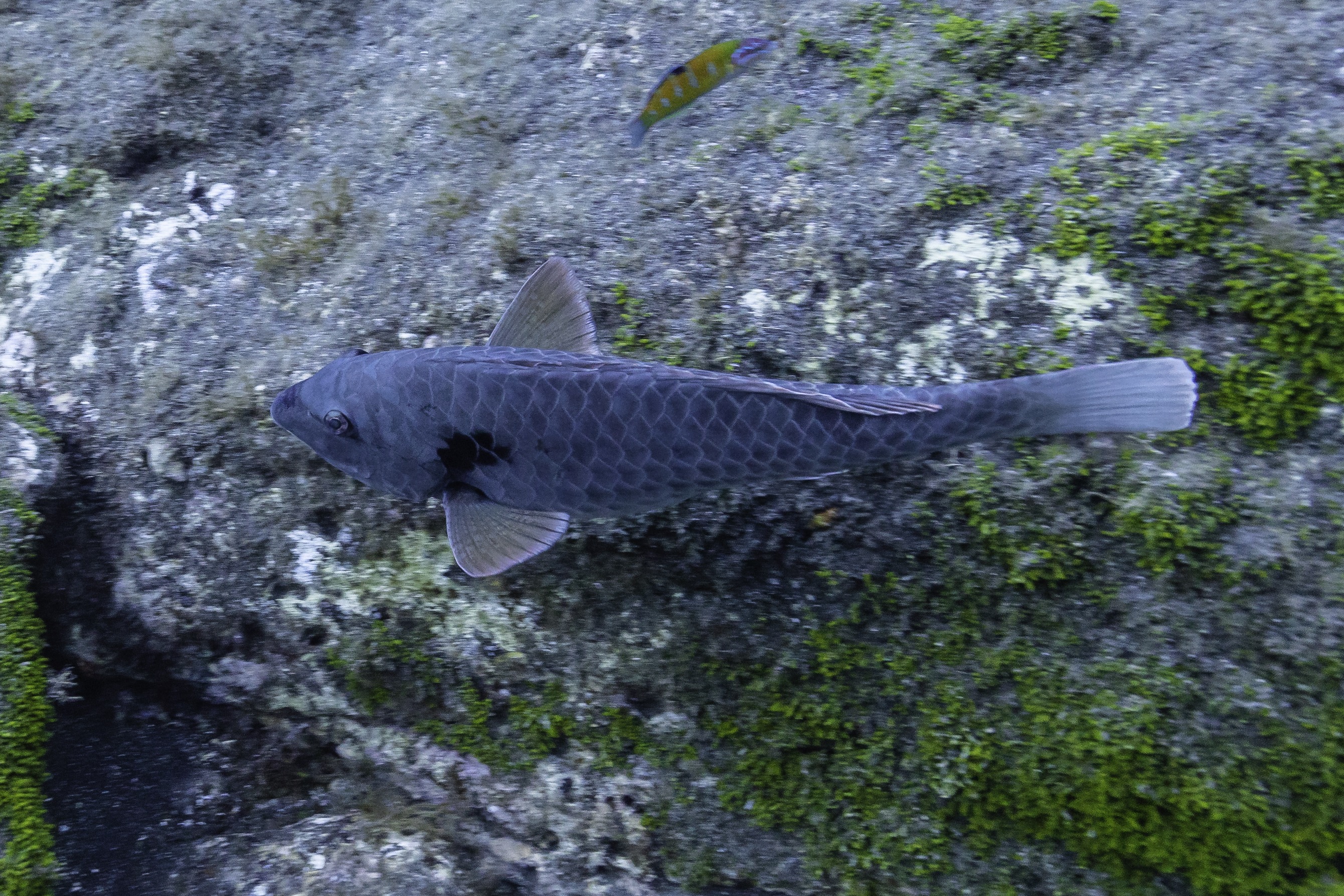
Macho.